# Centris obscurior
Centris obscurior är en biart som beskrevs av Michener 1954. Centris obscurior ingår i släktet Centris och familjen långtungebin. Inga underarter finns listade.